# Ophthalmis hemixantha
Ophthalmis hemixantha är en fjärilsart som beskrevs av Jordan 1912. Ophthalmis hemixantha ingår i släktet Ophthalmis och familjen nattflyn. Inga underarter finns listade i Catalogue of Life.